# Brevskole
Brevskole er et begreb, der dækker faciliter for korrespondanceundervisning. En skole, hvor undervisningen gennemføres som brevskoleundervisning (korrespondanceundervisning) mellem elever og undervisere. Det pædagogiske særpræg ved brevskoleundervisning er at én lærer og én elev arbejder sammen om at give eleven nye eller bedre kvalifikationer.
Brevskoleundervisning er en individuel og hovedsagelig teoretisk undervisning, der gennemføres som et samarbejde mellem en underviser og en elev. Korrespondance sker pr. brev (papir) eller via e-mail. 
Et brevskolekursus består typisk af flere undervisningsbreve, som skal gennemføres i en bestem rækkefølge. Når eleven har gennemført læringen i et brev (læst indholdet og løst øveopgaver), skal der løses en opgave, som efterfølgende sendes til underviseren. På de fleste brevskolekurser kan eleven, uden at skulle vente på tilbagemeldingen fra det forrige brev, herefter gå i gang med det næste. Er der forhold i brev eleven ikke kan forstå, kan denne selvfølgelig kontakte sin underviser og bede om uddybende forklaringer.
| Skole | Spire Denne artikel om en skole, en uddannelsesinstitution eller uddannelse er en spire som bør udbygges. Du er velkommen til at hjælpe Wikipedia ved at udvide den. |